# Chévere
La palabra chévere es un neologismo originario de la lengua efik introducido en el Caribe, especialmente en países como República Dominicana, Puerto Rico, Cuba, Colombia, Panamá y Venezuela. Empezó a utilizarse en el siglo XIX por inmigrantes africanos provenientes de Nigeria.
Los efiks, que llegaron a Cuba como esclavos, fundaron posteriormente la sociedad Abakuá, y luego tendrían gran influencia en la música cubana de los siglos XIX y XX. En su idioma original, el término chévere o chébere significa valiente, el más fuerte, o simplemente cabeza dura, insolente. En la música cubana, en general en el bolero y el son, y especialmente en temas de Rolando Laserie,Angie Espinoza, Celina & Reutilio, Benny Moré, Tito Puente y Bebo Valdés la palabra cambia su significado, y con el paso de los años la palabra fue tomando la figura y fuerza de todo lo relacionado con bueno, agradable, estupendo, excelente, gracioso, elegante, etc.

## Origen
Hay varias versiones populares con respecto al nacimiento del vocablo:
1. Los efik, que llegaron al Caribe como esclavos, fundaron posteriormente la sociedad Abakuá, y luego tendrían gran influencia en la música caribeña de los siglos XIX y XX. En la música cubana, en general en el bolero y el son, y especialmente en temas de Rolando Laserie, Celina & Reutilio, Beny Moré, Tito Puente y Bebo Valdés la palabra cambia su significado,[2] y con el paso de los años la palabra fue tomando la figura y fuerza de todo lo relacionado con bueno, agradable, estupendo, excelente, gracioso, elegante, etc.
2. Otros autores propusieron que "chévere" fue una deformación del nombre del general Jacques François De Chevert, debido a su elegancia.[3]
3. El filólogo cubano José Juan Arrom sostiene que el origen está en Guillermo de Croy, señor de Chièvres, ayo de Carlos I y gran ladrón, que abusó de su posición cuando fue a Castilla en 1517 con el rey, dando lugar a la revolución de las Comunidades de Castilla (1520-1521), que finalizaría con la derrota de los comuneros en la batalla de Villalar (23 de abril de 1521).[4]

## Difusión en Hispanoamérica
Gracias a la influencia musical cubana en el resto del continente, el término pasa a ser usado en diferentes países con cultura muy propia de la región del Caribe pero con especial énfasis en Venezuela y Ecuador, países en donde es utilizada cotidianamente. También es empleada en algunas regiones de Panamá, Perú y República Dominicana.
En Colombia es muy utilizada, especialmente en la Región Caribe, siendo sinónimo de bueno, bacano, estupendo.
En el Diccionario del habla actual de Venezuela se explica que es un “coloquio aplicado a una persona, cosa o situación buena, excelente o agradable”. También se agrega que es la “fórmula para contestar a un saludo, con la que la persona indica que se encuentra bien en todo sentido”.

## En la cultura popular
El Ministerio de Turismo de Venezuela lanza en 2014 una campaña  “promocionando” al país como..." el destino más chévere del Caribe" en la mejor tradición de eslóganes asertivos tales como "Venezuela un país para querer" , "El secreto mejor guardado del Caribe" o "Tu destino es conocerla". 
"Cheverísimo" También se llamó "Cheverísimo" un programa de humor difundido por Venevisión. 
En el programa televisivo de Roberto Gómez Bolaños titulado Chespirito, durante el segmento La Chicharra, el protagonista de dicho segmento, Vicente "Chente" Chambón utilizaba la expresión con frecuencia.
Chévere Nights es un programa de la televisión dominicana conducido por Milagros Germán desde el 2003 que goza de bastante popularidad.
En 2017, la operadora Claro de Perú creó una campaña publicitaria llamada "Prepago chévere", en la que los usuarios pueden comprar un paquete con beneficios para los que usan un plan prepago. La publicidad hace referencia al meme "Deal With It".